# مارک هلند
مارک هلند (به انگلیسی: Mark Holland) (زاده ۱۶ اکتبر، ۱۹۷۴، پیکرینگ، انتاریو) سیاستمدار کانادایی است.
هلند در انتخابات فدرال سال ۲۰۰۴ به‌عنوان نماینده ای‌جکس - پیکرینگ وارد پارلمان کانادا شد و مجدداً در انتخابات ۲۰۰۶ و ۲۰۰۸ این کرسی را حفظ کرد. او که عضو حزب لیبرال کانادا می‌باشد تا سال ۲۰۱۱ به عنوان کارشناس و منتقد در امور امنیت اجتماعی و حفاظت ملی در دولت سایه اپوزیسیون به کانادا خدمت کرد. هلند در رقابت انتخاباتی سال ۲۰۱۱ کرسی خود را به رقیب محافظه‌کار واگذار کرد.